# Берксой, Семиха
Семиха Берксой (тур. Semiha Berksoy, 24 мая 1910 — 15 августа 2004) — турецкая оперная певица и актриса

 театра и кино. Считается первой оперной певицей Турции. Государственный артист Турции (1998).

## Биография
Родилась в стамбульском квартале Ченгелькёй. Её мать была художницей. Семиха училась в Стамбульской консерватории.
Карьера Семихи Берксой началась с роли Семихи в первом турецком звуковом фильме «İstanbul Sokaklarında», снятом Мухсином Эртугрулом в 1931 году. Затем играла в опереттах в стамбульских театрах. В 1934 году исполнила первую турецкую оперу «Özsoy». В том же году она дебютировала на международной сцене, выступив в Германии и Португалии. В 1939 году Семиха Берксой исполнила арию Ариадны из оперы «Ариадна на Наксосе».
В 1972 году завершила карьеру оперной певицы, но продолжила играть в театре.
Умерла 15 августа 2004 года в Стамбуле от осложнений после операции на сердце. У Семихи осталась дочь Зелиха Берксой.
24 мая 2019 года, в день ста девяти лет со дня рождения Семихи Берксой, компания Гугл выпустила дудл, посвящённый ей.